# Previdenza sociale

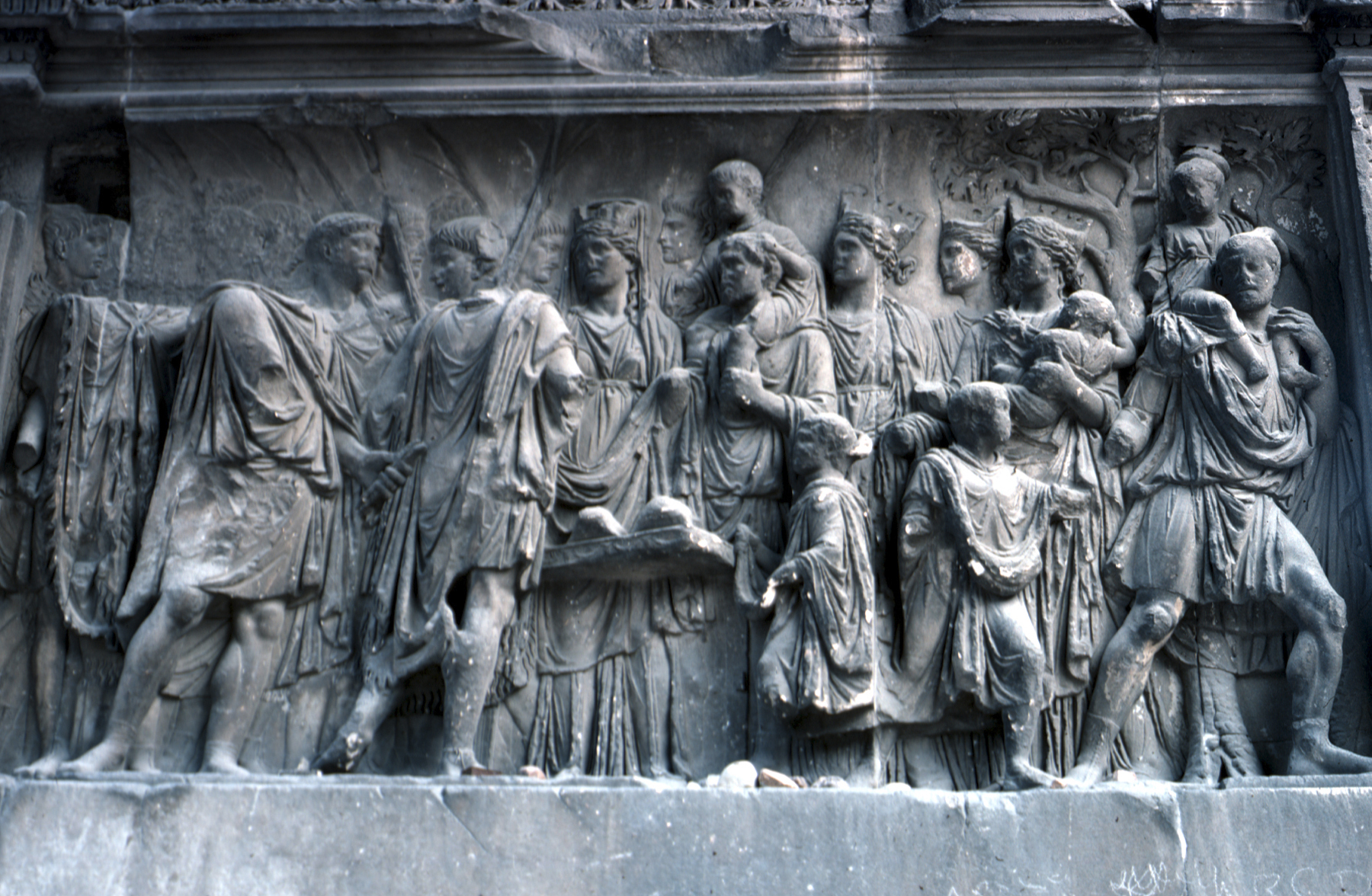
Particolare del rilievo dell'Arco di Traiano a Benevento raffigurante l'istituzione degli alimenta, provvedimento preso nel 103 dall'imperatore in favore dei bambini bisognosi dell'Italia.

La previdenza sociale è un ramo della legislazione sociale che ha come fine la tutela del lavoratore dai rischi conseguenti alla menomazione o alla perdita della sua capacità lavorativa a causa di eventi predeterminati.
Sorta storicamente in relazione alle condizioni di bisogno dei lavoratori subordinati, la tutela previdenziale è stata poi gradualmente estesa a tutti i produttori di reddito da lavoro. In Italia, la previdenza sociale ha assunto un ruolo centrale dell'economia nazionale e nella politica di redistribuzione dei redditi, più che negli altri paesi europei e industrializzati, in quanto la spesa pubblica dello Stato in rapporto al Prodotto interno lordo (PIL) è tra le più alte. Ciò incide anche nelle politiche fiscali, sociali e dello sviluppo in quanto per finanziare con le imposte tale servizio pubblico si è costretti a distoglierle da altri importanti settori o aree economiche-industriali.

## Storia

### Dall'assistenza allo Stato sociale

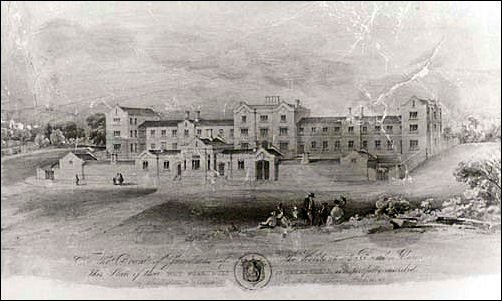
La workhouse di Chell, nella contea di Staffordshire, 1839 circa

Lo Stato sociale inizia il proprio percorso nel maturo XIX secolo, benché le sue radici affondino in Europa nell'assistenza ai poveri, sviluppatasi in tutti gli Stati già dal XVI secolo e tradotta in leggi organiche di stampo assistenziale e repressivo (Poor Laws). Il fenomeno del pauperismo iniziò a essere oggetto di misure legislative di regolamentazione nell'Inghilterra di Elisabetta I. A norma delle disposizioni che confluirono nella Poor Law del 1601 l'erogazione di sussidi passava per il riconoscimento dello status di povero ovvero per la disponibilità del povero ad accettare il ricovero forzato presso apposite strutture. Quello dell'internamento fu lo strumento più utilizzato, accanto alla pratica della concessione di elemosine o sussidi per alcune categorie di bisognosi. Coloro che non erano in grado di svolgere alcun tipo di lavoro finivano negli ospizi di mendicità, coloro che invece erano in grado di lavorare finivano per svolgere un'attività all'esterno o in istituti appositi, le workhouses. Le finalità repressive della legge elisabettiana ispirarono altre legislazioni europee del periodo.
Seguì una tendenza assai restrittiva, volta a incentivare gli interventi punitivi nei confronti degli indigenti, a limitare l'assistenza pubblica e a favorire il lavoro coatto e l'internamento nelle workhouses.
La povertà venne dunque affrontata in Europa per lungo tempo come una questione di ordine pubblico. Le necessità connesse al nascente decollo industriale e al sistema di mercato, non meno che gli effetti derivanti dalle due rivoluzioni settecentesche e prima ancora dagli stessi principi dell'Illuminismo, non furono prive di conseguenze rispetto al problema del pauperismo. Da un lato, la Rivoluzione francese riconobbe il ruolo attivo dello Stato nei rapporti sociali; dall'altro sia il Gilbert's Act del 1782, con il quale si attenuò il principio dell'obbligatorietà del ricovero nelle workhouses, sia una riduzione delle misure a favore del lavoro coatto fecero emergere l'esigenza di liberalizzare il mercato del lavoro per avere numerosa manodopera disponibile, soprattutto mobile, e a basso costo. D'altronde il processo di creazione di un mercato nazionale del lavoro fu, specie nella culla del capitalismo nascente segnato da spinte contraddittorie: nel maggio 1795 venne varata la Speenhamland Law che, di fatto, stabilì il principio dell'assistenza proporzionata al costo della vita per i poveri abili al lavoro, ossia una sorta di pretesa legale alla sussistenza. Si assicurava così ai poveri un reddito minimo indipendente dai loro guadagni, riportando in auge il sistema paternalistico dell'organizzazione del lavoro precedente e ostacolando l'istituzione di un mercato concorrenziale del lavoro.
La Speenhamland Law rappresentò una delle ultime forme di protezione – portato di un certo paternalismo reazionario – dell'Inghilterra rurale e quindi della stessa popolazione lavoratrice rispetto alla forza del meccanismo di mercato.

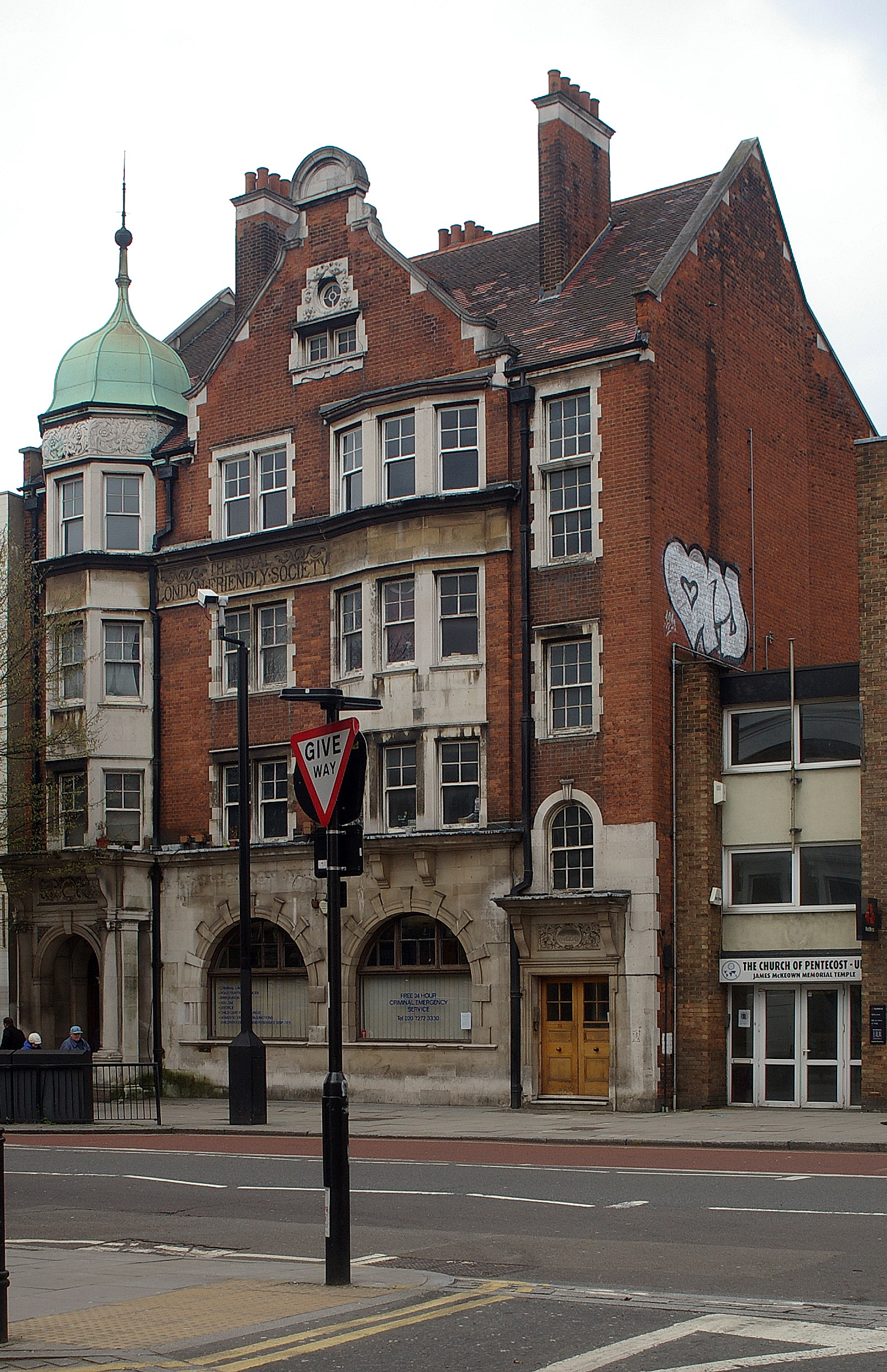
Sede della Royal London Friendly Society

L'industrializzazione e le sue conseguenze modificarono l'atteggiamento nei confronti della povertà, sollecitando una maggiore sensibilità per i problemi sociali. Le risposte al pauperismo furono differenti, diversificate e complementari. In Inghilterra la legge sui poveri del 1834 comportò un peggioramento dell'assistenza, informandosi alle principali interpretazioni liberali e utilitaristiche del tempo. Nel 1834 venne introdotta la Poor Law Reform Act, che, con l'abolizione della Speenbamland Law, segno «la vera data di nascita della classe operaia moderna» e la definitiva trasformazione della società in un'economia di mercato. Il First Reform Bill e il Poor Law Amendment Act vennero considerati come il punto di avvio del sistema capitalistico, ponendo fine a ciò che è stata chiamata la «norma del padrone bonario e del suo sistema di assistenza». Di fatto con l'affermarsi dei principi del liberismo economico si modificò in senso restrittivo la legislazione sui poveri, confermando la tendenza di disimpegno dello Stato rispetto alla loro assistenza. Di converso fu in seno alle prime associazioni operaie che si ebbe l'importante affermazione del principio mutualistico. Le società di mutuo soccorso (friendly societies) sorsero inizialmente in Gran Bretagna (per tutelare solo le élite degli operai specializzati) e vennero prese poco dopo in considerazione anche in Germania, come alternativa all'assicurazione sociale statale. Il radicarsi dell'associazionismo operaio portò alle prime rilevanti conquiste normative. Anche il resto d'Europa conobbe lo sviluppo delle organizzazioni del movimento operaio e socialista e un progressivo prevalere della componente politica su quella sindacale. Una delle reazioni dei governi, dinnanzi alla paura di sconvolgimenti rivoluzionari, fu allora l'invenzione delle assicurazioni sociali.
Rispetto al carattere occasionale, residuale e discrezionale dell'assistenza l'introduzione dell'assicurazione obbligatoria (il nucleo forte del welfare moderno) segna una vera cesura. La Germania la introdusse nel 1883 contro le malattie, nel 1884 contro gli infortuni e nel 1889 contro la vecchiaia e l'invalidità. Se l'ulteriore processo di industrializzazione aveva infatti favorito il varo di più schemi assicurativi, l'influenza delle politiche bismarckiane giocò un fattore altrettanto decisivo, soprattutto in ordine al nuovo ruolo dello Stato in materia sociale. Gli elementi di novità delle assicurazioni erano nella loro obbligatorietà che, di fatto, ne istituzionalizzava il carattere occupazionale (e contributivo), nel beneficiario al quale si rivolgevano (il lavoratore appartenente al settore industriale avanzato), nella loro natura di fondo. A differenza della tradizionale assistenza ai poveri le assicurazioni sociali crearono un diritto individuale dell'assicurato alle prestazioni che non erano stabilite a discrezione delle istituzioni locali, bensì in base a quanto stabilito dalla legislazione nazionale in modo centralizzato e secondo l'implicito riconoscimento che «esistevano cause sociali di bisogno di cui il singolo non era responsabile».
Il primo schema assicurativo obbligatorio fu quello contro gli infortuni, scelta, questa, dovuta più motivi. Poco dopo si ebbe l'estensione dell'assicurazione alle malattie e alla vecchiaia/invalidità sino a quella contro la disoccupazione che rappresentò il passaggio di maggiore rottura rispetto alla tradizione liberale, incline a considerare la disoccupazione come portato di mera incapacità individuale (non prodotto dai meccanismi della società e del mercato). Pioniera fu la Gran Bretagna (1911), seguita da Italia e Austria (1919 e 1920). La vicinanza tra i vari paesi negli anni di introduzione dei primi schemi assicurativi – da fine Ottocento ai primi anni del Novecento – fu dovuta a una comune cornice. In primis la necessità da parte degli Stati nazionali di garantire l'integrazione sociale delle masse lavoratrici inserite nel sistema capitalistico-industriale; la crescente razionalizzazione degli apparati statali europei che fornì le risorse amministrative necessarie; e infine, la diffusa e sempre maggiore mobilitazione dei lavoratori. Rispetto a questi fattori, fu peculiare la singola realtà politica e istituzionale nella quale essi agirono. Nei contesti monarchici autoritari l'organizzazione operaia costrinse i governi, allertandoli, a concedere l'assicurazione obbligatoria ai fini del controllo sociale e della autolegittimazione; in quelli parlamentari essa venne fatta propria dai programmi dei partiti delle classi lavoratrici e introdotta con consistenti maggioranze parlamentari. Sino alla Prima guerra mondiale si sperimentarono soluzioni istituzionali e amministrative che avrebbero fornito le basi alla successiva crescita dei vari welfare state.
Già a partire dagli ultimi anni dell'Ottocento in alcuni paesi (in particolare in Danimarca e in Nuova Zelanda) venne adottato un nuovo criterio rispetto a quello occupazionale e contributivo proprio delle prime forme di welfare, il quale avrebbe trovato una più estesa applicazione all'inizio del nuovo secolo.
La stagione di riforme apertasi a fine secolo trovò un punto di approdo nella legge svedese varata poco prima dello scoppio della guerra (1913), con la quale vennero istituiti uno schema pensionistico obbligatorio per la vecchiaia e l'invalidità dall'impronta universalistica, come era stato per la Danimarca e sarebbe stato per la Gran Bretagna. Il riformismo di inizio secolo si accompagnò a una nuova stagione politica. Nel Regno Unito sotto il nuovo governo di collaborazione tra l'ala progressista del partito liberale e il nascente partito laburista si puntò alla realizzazione di alcune rilevanti riforme sociali. Si presero i primi provvedimenti per affrontare il problema della disoccupazione sino all'assicurazione obbligatoria del 1911; si mise mano a una riforma della legislazione sul lavoro; si arrivò al nuovo provvedimento di tipo universalistico relativo alle pensioni di vecchiaia. La novità era sia in questa impronta universalistica sia nel fatto che solo lo Stato finanziava il sistema pensionistico, tramite l'incremento contribuzione fiscale. Tuttavia nonostante l'alto valore simbolico, la legge ebbe una «modesta portata economica», dovuta a una serie di effettivi limiti.
In Francia sotto la spinta di una nuova stagione politica si presero alcuni importanti provvedimenti in campo assistenziale e previdenziale volti, a incrementare l'intervento dello Stato. Tuttavia anche qui alcune disposizioni si rivelarono limitate, in ordine all'esiguità delle pensioni erogate e ai requisiti stabiliti.
Negli Stati Uniti d'America, dove la situazione era più arretrata e dove, a differenza dell'Europa, aveva avuto grande valore la tutela privata, si giunse solo ai primi del Novecento ad alcuni importanti provvedimenti tra i quali l'introduzione dello schema di assicurazioni obbligatorie contro gli infortuni sul lavoro. Le novità e le caratteristiche principali assunte dagli esordienti sistemi nazionali di protezione sociale concernevano: l'affermazione piena dell'obbligatorietà delle assicurazioni con il progressivo declino del loro carattere volontario; lo sviluppo di un nuovo e ulteriore schema di tutela (a copertura del rischio di disoccupazione); l'ampliamento dei beneficiari.

### Le politiche sociali degli anni Trenta in Europa e oltreoceano

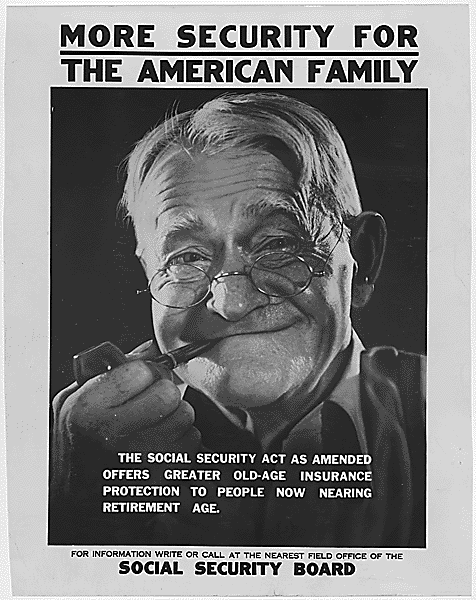
Poster che pubblicizza l'adozione del Social Security Act negli Stati Uniti

La grande crisi del 1929 ebbe effetti dirompenti nella riformulazione degli assetti economici e sociali dei singoli contesti nazionali, soprattutto in relazione alle nuove politiche varate tanto dagli Stati totalitari quanto dagli Stati democratici. La «grande trasformazione» (per riprendere Karl Polanyi, 1974) degli anni Trenta costituisce, infatti, in termini temporali, un osservatorio privilegiato dal quale cogliere i punti di crisi del sistema istituzionale liberale e le nuove strategie di governo della società adottate a livello mondiale. Gli effetti della crisi, dalla disoccupazione di massa alle gravi difficoltà che colpirono l'economia di mercato portarono a problematizzare, in termini nuovi, il ruolo dello Stato nella vita economica e sociale delle comunità nazionali. In particolare si rivelò determinante la predisposizione di moderni programmi orientati a promuovere un intervento pubblico, una pianificazione sociale volta a soddisfare i bisogni basilari.
Centrale fu una rottura con l'ortodossia del libero mercato e l'adozione di politiche incentrate su uno «stimolo della domanda attraverso deficit di bilancio» ossia su di una «forma più drastica di regolazione dell'economia nazionale da parte dello Stato», nota poi come keynesismo. Il varo di misure di deficit spending, accompagnato da ampie politiche di riforma previdenziale fornì i presupposti necessari per il controllo della crisi economica e per le istanze di integrazione nazionali.
Gli esiti furono comunque multiformi: ad esempio, il modello di Stato sociale particolaristico e corporativo affermatosi in Italia fu assai diverso dalle realizzazioni compiute nell'area scandinava, dove la politica previdenziale si allontanò «qui più che altrove dal principio assicurativo, finendo per considerare la difesa del reddito come un diritto di cittadinanza illimitato».
L'esperienza della crisi economica contribuì in modo sostanziale all'evoluzione del sistema di sicurezza sociale, per quanto con ritmi diversi: negli Stati Uniti e nei paesi scandinavi ciò avvenne già a partire dalle metà degli ani Trenta, in Gran Bretagna e in altri contesti europei dopo. In particolare furono gli Stati Uniti (sino a quel momento tra i paesi più arretrati in questo ambito) ad adottare politiche sociali improntate al nuovo concetto della social security nell'ambito del New Deal rooseveltiano. Fu ad opera di Franklin D. Roosevelt che venne varato, nel 1935, il Social Security Act, ossia una legge che istituiva uno schema di copertura assicurativa obbligatoria per l'invalidità, la vecchiaia, i superstiti e un'indennità di disoccupazione. Tuttavia malgrado il ruolo di avanguardia gli Stati Uniti non uscirono da una connotazione residuale del sistema di protezione sociale e la stessa sicurezza sociale non riuscì sino in fondo a radicarsi nel paese.
Mancò soprattutto il realizzarsi di una convergenza di numerosi gruppi di interesse attorno alle politiche economiche di ispirazione keynesiana. In Svezia il raggiungimento rapido di uno Stato sociale avanzato fu dovuto soprattutto a una sinergia tra azione sindacale e azione politica. Si giunse così, in poco tempo, a un compromesso socialdemocratico capace di attivare avanzate politiche sociali redistributive e inclusive, sostenute anche al di fuori dello schieramento delle classi lavoratrici. La socialdemocrazia scandinava fu promotrice di un sistema di protezione sociale rivolto a tutti i cittadini, del quale più tardi fu espressione il varo di una pensione popolare finanziata per lo più tramite prelievo fiscale. In Gran Bretagna e in Francia, invece, tardarono le condizioni politiche e sociali favorevoli all' introduzione di politiche sociali ispirate alla social security americana e all'impronta universalista del modello svedese.

### Il piano Beveridge

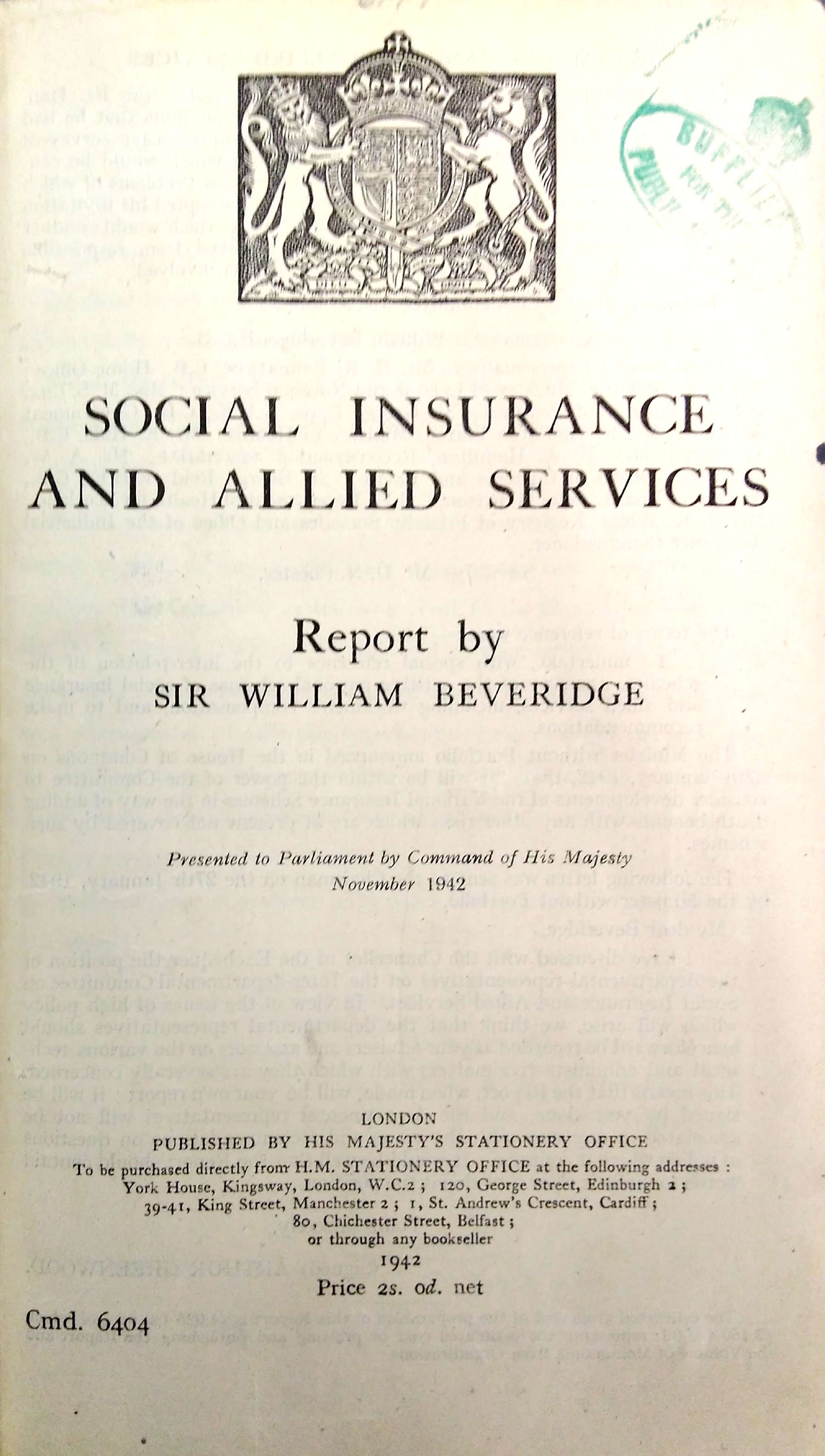
Il Rapporto Beveridge.

Il 1º dicembre 1942 William Beveridge pubblicò il rapporto Social Insurance and Allied Services, destinato ad avere effetti decisivi sul sistema della sicurezza sociale. Ispirato agli Stati Uniti e alla Nuova Zelanda, il piano faceva un ulteriore passo in avanti nell'universalità della copertura e nella corrispondenza a un minimo nazionale delle uniformi prestazioni previste, indispensabile per condurre un'esistenza dignitosa. Esso teorizzava l'intervento dello Stato come garanzia della pienezza dei diritti sociali per tutti i cittadini tramite un sistema che li seguisse "dalla culla alla tomba", assicurando reddito, alimentazione, alloggio, istruzione e cure mediche. Alla sua base vi era uno stretto legame tra una politica sociale e una politica economica nazionale tendente alla piena occupazione. Il piano ambiva inoltre «a comprendere tutti i rischi possibili e ad assicurare livelli minimi di vita civile, bandendo Così "la miseria in tutte le sue forme"».
Il programma di sicurezza sociale disegnato nel piano venne realizzato dopo il 1945 dal governo laburista e suscitò ampia attenzione anche fuori della Gran Bretagna, quale punto di riferimento di tutti i paesi che restarono nella sfera di influenza occidentale.

### Il Nord Europa e i diversi sistemi previdenziale nel dopoguerra
Egualmente importante fu la stagione delle riforme sociali realizzate nell'Europa del Nord. I provvedimenti presi nei paesi scandinavi dopo la fine della guerra sono considerati altrettanto fondativi del moderno stato sociale (sia che li si consideri un'autonoma prosecuzione dei programmi introdotti già nel 1914, sia che vi si vedano riflessi delle idee di Beveridge). Quello scandinavo anzi è stato considerato, più del britannico, un «prototipo dell'idea di T. H. Marshall di cittadinanza sociale». Un ruolo decisivo ebbe la Svezia, dove si introdussero le pensioni popolari finanziate per il 70% dal prelievo fiscale e dove fu forte l'insistenza sui principi dell'egualitarismo, della collaborazione tra i cittadini e della parità delle opportunità. Il portato universalista delle scelte qui operate fu soprattutto nell'abolizione della 'prova dei mezzi' per l'accesso alle prestazioni in denaro (l'obbligo di provare da parte di coloro che non versavano contributi lo stato di bisogno effettivo per avere la pensione).
Da uno sguardo complessivo emerge come alla fine della guerra le istanze universaliste furono al centro dei programmi e dei dibattiti delle nuove politiche sociali nazionali, imponendosi però in modo decisivo a metà degli anni Quaranta soltanto in Gran Bretagna e Svezia (e nei paesi anglosassoni e scandinavi). Diversamente, in ampia parte dell'area continentale non riuscì «il trapianto dell'universalismo sul tronco occupazionale». Le eredità delle precedenti politiche sociali e il riemergere dei consueti meccanismi di polarizzazione e segmentazione portarono in paesi come la Francia, il Belgio, la Germania e l'Austria (definiti infatti come occupazionali puri) alla conferma dei tradizionali schemi previdenziali di categoria. Tra la fine della Seconda molti welfare state occupazionali cercarono di avvicinarsi al modello universalistico, trasformandosi in sistemi "occupazionali misti" (Svizzera, Paesi Bassi, Irlanda, Italia).
Gran Bretagna e Svezia sovrapposero alle prestazioni di base eguali per tutti i cittadini un secondo livello di protezione connesso a occupazione e reddito.
I due paesi seguirono due diversi percorsi: l'una universalistica mista, l'altra universalistica pura La Gran Bretagna si arrese cioè «alla previdenza integrativa occupazionale non pubblica» con il risultato di «uno sviluppo assai frammentato della previdenza di secondo livello», rispecchiante le differenziazioni del mercato del lavoro. La Svezia aggiunse alla sicurezza sociale di base un secondo livello di protezione collegato reddito (al contempo inibendo con misure parallele la diffusione della previdenza integrativa categoriale), pur mantenendo la struttura di Stato sociale fondato sui diritti di cittadinanza, anziché sull'appartenenza a una specifica categoria produttiva. Qui si riuscì pertanto a collegare il sistema consueto delle pensioni base con pensioni integrative pubbliche basate sul reddito.
Nonostante queste differenze tra le singole nazioni, il trend generale fu di una convergenza dei sistemi di sicurezza sociale, ovvero di un chiaro collegamento tra i principi dell'assicurazione sociale bismarckiana e quelli beveridgiani dell'universalismo.
Non meno rilevanti furono poi, tra gli anni Quaranta e Cinquanta, l'organizzazione e lo sviluppo dell'altro grande pilastro del welfare moderno: il servizio sanitario nazionale. Pioniera ne fu la Nuova Zelanda alla fine degli Trenta, alla quale si ispirarono il governo britannico e quello svedese. In entrambe le esperienze il servizio sanitario venne affidato alle strutture pubbliche, finanziato tramite il prelievo fiscale, caratterizzato da gratuità per tutti i cittadini.

### La crisi del welfare state
I primi segnali di crisi emersero soprattutto nella seconda metà degli anni Settanta e nel decennio successivo, allorquando lo slancio riformistico si scontrò con i vincoli finanziari e si aprì una nuova fase di ridiscussione profonda dei criteri e delle modalità di gestione del welfare e delle stesse politiche sociali. Le diverse strade intraprese e i nuovi approcci emersi, che connoteranno anche gli anni Novanta, furono tanto condizionati dal rafforzamento delle politiche di stampo neoliberista quanto connessi alla necessità di fornire risposte adeguate alle nuove questioni aperte dalle ampie trasformazioni economiche e sociali dell'ultimo scorcio del XX secolo.
Le difficoltà derivate dalla crisi economica e finanziaria degli anni Settanta interruppero il processo di espansione dei sistemi di welfare, facendo emergere l'esigenza di contenerne i costi, di arginarne la crescente burocratizzazione e, in alcuni casi, le derive clientelari. Si impose così la ricerca «di un punto di equilibrio fra la qualità e la quantità delle prestazioni», nel solco di scelte che dimostrarono «come il dogma dell'intangibilità dello Stato sociale forse ormai caduto». Nel Regno Unito e ancor più negli Stati Uniti si intraprese la strada del ricorso alla sanità e alle assicurazioni di tipo privato, con aumento numero delle persone escluse dalla tutela sanitaria.

## La previdenza sociale in Italia
Negli anni precedenti e successivi l'Unità nazionale, l'Italia fu caratterizzata da una generale arretratezza nel campo assistenziale e nella legislazione sociale. Il settore della pubblica beneficenza si basava su una rete di associazioni private, a carattere volontaristico e sulle opere pie. Queste ultime erano organismi di carattere confessionale, e svolgevano la loro cospicua attività a livello locale grazie alle donazioni e ai lasciti di privati o provenienti da congregazioni religiose. Nonostante l'impronta laica del nuovo Stato italiano, in questo primo periodo la politica sociale restò monopolio della Chiesa cattolica. La stessa povertà venne considerata un problema essenzialmente di ordine pubblico.

Francesco Crispi

Un passaggio importante verso un maggior ruolo dello Stato si ebbe con i governi di Crispi. Si dispose di un notevole corpus normativo in materia di sanità, beneficenza pubblica, amministrazione locale, pubblica sicurezza, e giustizia amministrativa (legge 17 luglio 1890, n. 6972) e si trasformarono le opere pie in Istituti pubblici di assistenza e beneficenza (IPAB), sottraendole all'ingerenza delle organizzazioni ecclesiastiche.
È comunque il 1898 la data decisiva per le politiche sociali italiane, allorquando venne introdotta l'assicurazione obbligatoria contro gli infortuni, e uno schema pubblico, ancora volontario, per la vecchiaia e l'invalidità. Venne anche creata la Cassa nazionale di previdenza per l'invalidità la vecchiaia degli operai (oggi INPS).
L'Italia seguì il modello tedesco, nella misura in cui la legge si applicava soltanto ad alcuni lavoratori (gli operai di fabbrica), era frutto di un'iniziativa dall'alto che assecondava i timori della classe dirigente nei confronti della mobilitazione operaia ed era dettata da intenti di pacificazione autoritaria rispetto alle crescenti tensioni sociali. Tuttavia, pur seguendo l'esempio bismarckiano, il riformismo sociale di fine secolo ebbe contenuti specifici. Rispetto al corrispettivo austro-prussiano vi fu «una via italiana all'occupazionalismo dall'alto, caratterizzata da tardività e limitatezza dell'obbligo assicurativo, dalla ristretta gamma di rischi assicurati, dall'esclusione dell'agricoltura e dall'assenza di monopolio organizzativo statale».
Durante il periodo cosiddetto giolittiano la politica sociale entrò in una nuova stagione di sviluppo. Benché in ordine a ragioni concernenti l'integrazione e il controllo sociale, le politiche di Giolitti si connotarono per un'impronta espansiva dell'intervento pubblico in materia sociale (con qualche occasione per superare la tradizionale soluzione occupazionale).
Il periodo della Grande guerra coincise con un arresto momentaneo, dopo i quale, proprio in seguito alla mobilitazione sociale innescata dal conflitto, si verificò «un'accelerazione e un salto nella crescita del sistema italiano di sicurezza sociale».
Decisivo fu il D.l.lgt. 21 aprile 1919, n. 603, istitutivo dell'assicurazione obbligatoria contro l'invalidità e la vecchiaia e del nuovo ente (dotato di personalità giuridica pubblica) preposto alla sua gestione. Non meno importante fu l'iniziativa legislativa di poco successiva, con la quale fu introdotta l'assicurazione obbligatoria contro la disoccupazione involontaria e prevista la costituzione di un fondo nazionale per la disoccupazione involontaria finanziato dallo Stato. I fattori che condussero all'obbligatorietà dell'assicurazione furono diversi, e primi fra tutti quelli riferibili all'acuirsi della questione sociale nel primo dopoguerra.
L'avvento del fascismo avrebbe bloccato qualsiasi tentativo orientato in senso universalistico. Sul piano della legislazione sociale i primi anni Venti appartengono alla fase restrittiva della politica fascista in ambito previdenziale. Aspetti rilevanti di questa iniziale politica possono essere rintracciati nell'esclusione del settore agricolo dall'assicurazione contro la disoccupazione, nella sottrazione della copertura infortunistica e pensionistica a coltivatori diretti e mezzadri, infine nel colpo inflitto al processo di unificazione dei trattamenti pensionistici.
La fase espansiva della politica previdenziale fascista coincise piuttosto con il 1926-27, ossia con le dichiarazioni della Carta del Lavoro.

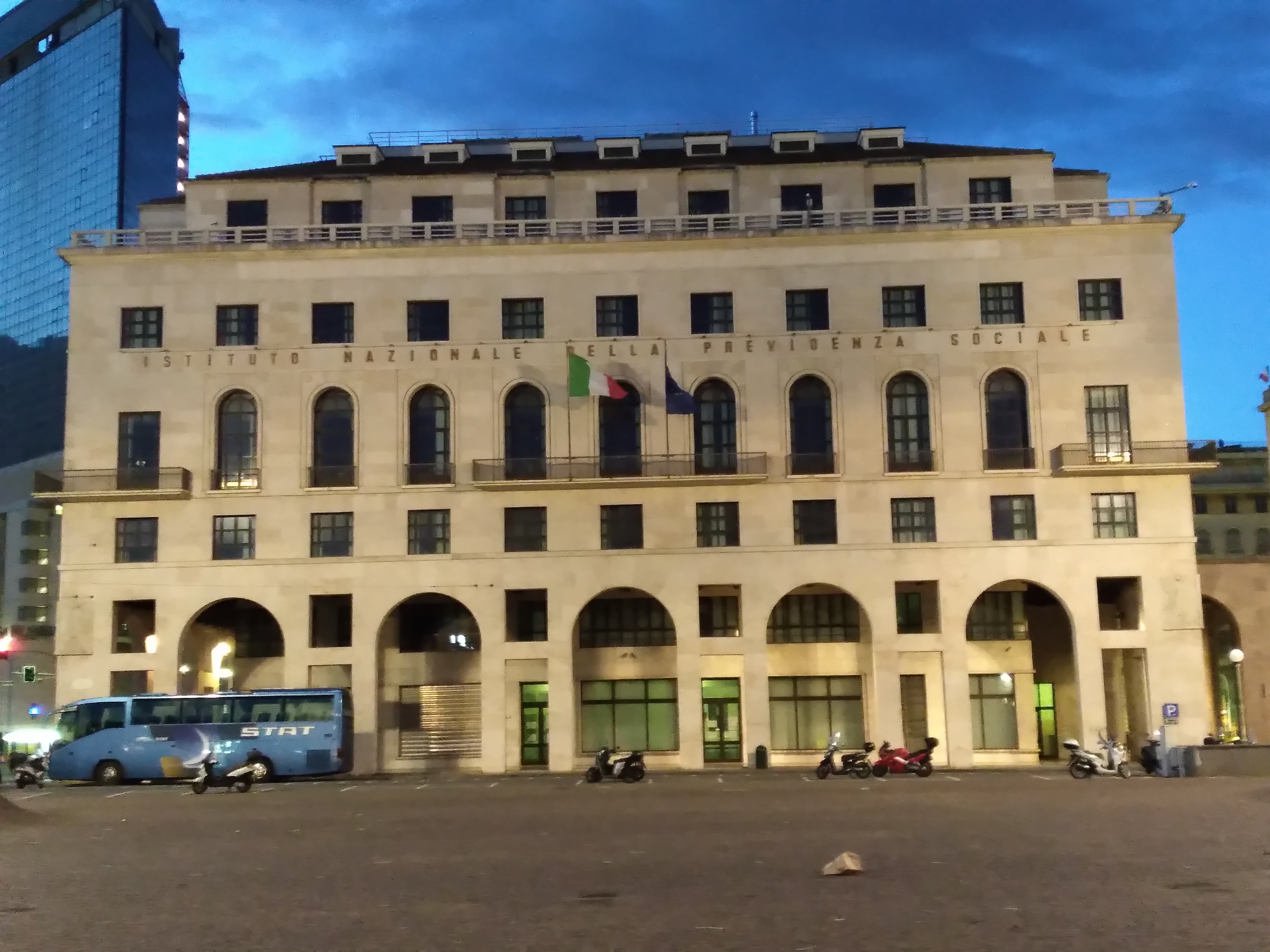
Sede dell'Istituto Nazionale della Previdenza Sociale a Genova

Gli anni Trenta furono caratterizzati da ulteriori novità in ambito previdenziale e sociale. In particolare l'amministrazione della previdenza venne centralizzata in alcuni grandi enti pubblici, gli stessi che poi avrebbero perso la "F" fascista, l'INFPS (Istituto nazionale fascista per la previdenza sociale) e l'INFAIL (Istituto nazionale fascista per l'assicurazione contro gli infortuni sul lavoro), e in seguito l'INAM (Istituto per l'Assistenza di malattia ai lavoratori).
In particolare grande importanza ebbe l'INFPs nella misura in cui esso divenne, per la struttura amministrativa e le risorse gestite, il più grande organismo dopo lo Stato. Definito da Mussolini "ente fascistissimo", l'Istituto mutò la propria struttura, ampliando le proprie attività, sotto la spinta esterna derivante dalla nuova legislazione sociale fascista. L'Istituto svolse cosi, grazie anche a un'estesa struttura periferica, un ruolo fondamentale nell'Italia del fascismo, nella costruzione di un sistema di controllo articolato territorialmente. Nel periodo fascista inoltre, si ebbe un'occupazione dell'Istituto da parte del personale fascista, rivelatasi assai strategica in ordine al suo essere l'ente assicurativo previdenziale per eccellenza e uno degli enti maggiormente dotati di risorse finanziarie utilizzabili nell'immediato.
Il periodo repubblicano fu un momento di forti contraddizioni per le vicende della previdenza: le spinte alla razionalizzazione e alla riforma del sistema degli enti previdenziali si scontrarono con la difficolta di giungere a una soluzione soddisfacente, nella quale il principio dell'universalismo trovasse espressione attraverso un congegno amministrativo funzionale. Le tappe attraverso cui si snodano le vicende del welfare italiano nel secondo dopoguerra sono numerose e hanno inizio con i provvedimenti d'urgenza presi dal governo tra il 1945 e il 1947, volti a porre un rimedio parziale alle forti difficoltà in cui si trovava la struttura della previdenza sociale nel periodo bellico. Tuttavia al frazionamento in cui versavano le amministrazioni degli enti previdenziali si rispose con una politica insufficiente, incapace tanto di superare i tratti occupazionali, quanto di transitare verso un sistema universalistico (al quale gli artt. 32 e 38, e prima ancora l'art. 3, della Costituzione della Repubblica Italiana da subito avevano teso).
Assai emblematici furono i lavori e gli esiti delle due commissioni di studio nominate dal governo in quegli stessi anni al fine di prendere in esame la situazione della previdenza nazionale e ripensarne l'assetto complessivo. Le proposte più innovative elaborate in seno a esse (in particolare alla commissione D'Aragona) non vennero accolte e si fecero scelte contrarie al principio dell'universalismo, al contempo orientate a un iperpensionismo. Fu osteggiata la proposta della "unicità del sistema di prestazioni", tesa a superare la tradizionale differenziazione "categoriale" del sistema di welfare nazionale e ad arginare quell'uso politico delle risorse previdenziali ai fini del consenso tipica del periodo fascista. La natura del contesto socioeconomico e la competizione interpartitica influirono sul welfare, sempre più orientato a privilegiare le pensioni, a sfavore di politiche sociali di altra natura.
Gli effetti positivi del miracolo economico, i programmi di riforma, l'intenso conflitto industriale e il nuovo protagonismo sindacale crearono nella seconda metà degli anni Sessanta i presupposti, tuttavia non realizzati, per una nuova stagione universalistica.
Tra la fine degli anni Sessanta e gli anni Settanta si ebbero alcune rilevanti riforme, grazie anche alla spinta di un'intensa mobilitazione dal basso. Si pensi a quelle della previdenza del 1968-69 che portarono alla pensione retributiva e alla pensione sociale non contributiva – e soprattutto alla riforma sanitaria.
Quest'ultima, configurante il nuovo SSN (Sistema sanitario nazionale) fu assai significativa. In un contesto nel quale la sanità era rimasta nelle mani del settore privato ed era regolata dal sistema delle casse mutue, decisiva fu l'attuazione del regionalismo, in virtù del quale le Regioni a statuto ordinario avrebbero avuto un ruolo fondamentale nella gestione del nuovo servizio nazionale. La legge 23 dicembre 1978, n. 833, completò il percorso di universalizzazione avviato un decennio prima, sostituendo al tradizionale concetto dell'assicurazione contro le malattie quello della promozione della salute.
L'istituzione del SSN «fu e resta tuttora una delle riforme più importanti storia dell'Italia repubblicana», qualificando il welfare nazionale con una norma tra le più avanzate a livello mondiale. Esso era decentrato su base regionale, rivolto alla totalità dei cittadini, ispirato ai principi di eguaglianza e di uniformità di trattamento, predisposto alla tutela della salute fisica e psichica dell'individuo tramite l'erogazione di servizi di prevenzione, cura e riabilitazione.
Di contro, in ambito pensionistico prevalse un'impostazione di tipo professionale e si proseguì sulla strada della frammentazione corporativa. L'opzione universalista uscì dunque sconfitta e si accentuarono le dinamiche di spartizione clientelare della risorsa previdenziale, destinate a incidere sugli effetti redistributivi di lungo periodo.

## Previdenza e assistenza sociale
Il sistema di previdenza sociale in senso lato presenta un assetto dicotomico. Alla previdenza sociale (in senso stretto), connotata da una vocazione mutualistica aperta ad una solidarietà interna al mondo del lavoro, si contrappone l'assistenza sociale, a vocazione universalistica e solidaristica, basata sul principio di finanziamento ad integrale carico dello Stato e dall'ugualitarismo di prestazioni finalizzate alla liberazione dai bisogni socialmente rilevanti.

## La prestazione previdenziale
La prestazione previdenziale si configura come prestazione economica individualizzata, che realizza un trasferimento di ricchezza sostitutivo del reddito da lavoro temporaneamente o definitivamente perduto.
La prestazione in servizi risulta essere ormai confinata ad ipotesi marginali, funzionali a determinare un recupero della capacità lavorativa. Ciò non vuol dire che il valore delle prestazioni rese in servizi non sia apprezzamento dall'ordinamento. Al contrario esse sono state implementate, divenendo sempre più il nocciolo duro dei diritti sociali. È in questa prospettiva che appare sempre più marcata la distinzione tra prestazioni previdenziali in senso tecnico, prestazioni di assistenza sociale e prestazione per i diritti sociali.

## Organizzazione del sistema previdenziale italiano
Fino al 2011, il sistema previdenziale dello Stato italiano era articolato con:
- un polo per la gestione della previdenza di primo pilastro strutturato con numerose pubbliche amministrazioni detti anche Enti previdenziali.
- un polo a presidio della tutela per gli infortuni sul lavoro e le malattie professionali, incentrato sull'INAIL (Istituto Nazionale per l'assicurazione contro gli infortuni sul lavoro);
- la tutela e l'assistenza alle prestazioni previdenziali si possono richiedere gratuitamente anche tramite i patronati.